# Mersevát
Mersevát es un pueblo ubicado en el distrito de Celldömölk, en el condado de Vas, Hungría.

## Superficie
Posee una superficie de 10,54 kilómetros cuadrados.

## Demografía
Hasta 2019 la población era de 567 habitantes, con una densidad de población de 53,80 habitantes por kilómetro cuadrado.